# Pero speciosata
Pero speciosata là một loài bướm đêm trong họ Geometridae.